# 3055 Jean Leon
3055 Jean Leon és una pel·lícula documental espanyola de caràcter biogràfic dirigida per Agustí Vila, basada en el llibre Jean Leon. El rey de Beverly Hills, de Sebastián Moreno. Fou produïda per Bausan Films, en col·laboració amb Televisió de Catalunya. Està elaborat en castellà, català i anglès i s'ha subtitulat en català.

## Sinopsi
Tracta sobre l'empresari càntabre Ceferino León (Santander, 1928 - Los Angeles, 1996), que va tenir una vida llegendària que gairebé frega la ficció. Fill de perdedors de la guerra civil espanyola, després de l'incendi de Santander el 1941 es van establir a Barcelona. Per tal de fugir del servei militar marxà a França. Va viure a París i després a Marsella, d'on va marxar cap als Estats Units com a polissó en un vaixell de càrrega. Paul Newman, Dennis Hopper, Angie Dickinson, Robert Wagner i altres expliquen detalls de la seva vida.
El 1948 va arribar a Nova York, adoptà el nom de Jean Leon i trobà treball de rentaplats i cambrer al Rockefeller Center. Al cap d'un temps marxà a Los Angeles per provar fortuna com a actor. Treballant com a taxista (llicència 3055 que dona títol a la pel·lícula), un dia va conèixer Frank Sinatra, qui li va oferir treballar de cambrer al seu restaurant a Villa Capri. Allí va organitzar festes privades pels amics de Sinatra. El 1956 va fundar el seu propi restaurant, La Scala de Beverly Hills, on anaven molts actors i també servia menjar a domicili. Li va enviar a Marilyn Monroe el seu darrer sopar. Al restaurant tenia una gran bodega i va idear la creació d'un vi propi. El 1962 va comprar 150 hectàrees al Penedès per plantar-hi Cabernet Sauvignon i Chardonnay, amb els que faria el seu vi Vinya La Scala Cabernet Sauvignon Gran Reserva, elegit per la investidura de Ronald Reagan el 1981. Els darrers anys pretenia comprar una illa a Tailàndia per muntar La Scala Phuket, però va morir sense veure acabat el projecte.

## Recepció
L'any anterior a la seva estrena (2006) projectada en el marc de la secció Catalan Focus del Festival Internacional de Cinema Fantàstic de Sitges. Fou nominada al premi al millor documental als VI Premis Barcelona de Cinema.